# Ulrich Ott (Psychologe)
Ulrich Ott (* 1965) ist ein deutscher Psychologe und Meditationsforscher.

## Leben
Ott hat Psychologie an der Johann Wolfgang Goethe-Universität in Frankfurt am Main studiert und 1996 mit der Diplomprüfung abgeschlossen. Im Jahr 2000 wurde er dort mit einer Dissertation zum Thema Merkmale der 40 Hz-Aktivität im EEG während Ruhe, Kopfrechnen und Meditation promoviert. Von 1998 bis 2005 war er wissenschaftlicher Mitarbeiter am Institut für Psychobiologie und Verhaltensmedizin an der Justus-Liebig-Universität Gießen in dem Projekt Psychophysiologie veränderter Bewusstseinszustände: Rhythmische Trance-Induktion, seit 2005 ist er als wissenschaftlicher Angestellter am Institut für Grenzgebiete der Psychologie und Psychohygiene in Freiburg im Breisgau an das Bender Institute of Neuroimaging an der Universität Gießen abgeordnet und leitet dort die Arbeitsgruppe Veränderte Bewusstseinszustände (Altered States of Consciousness, ASC).

## Schriften (Auswahl)
- Meditation für Skeptiker. O. W. Barth, München 2010.
- Neurowissenschaftliche Forschung zur Achtsamkeitsmeditation: Mentales Training, Gesundheit und – Oops! – Nirvana? In: W. Belschner, A. Büssing, H. Piron, D. Wienand-Kranz (Hrsg.): Achtsamkeit als Lebensform (= Psychologie des Bewusstseins. Band 6). LIT Verlag, Münster 2007, S. 19–33.
- States of absorption: In search of neurobiological foundations. In G. A. Jamieson (Hrsg.): Hypnosis and Consciousness States: the cognitive-neuroscience perspective. Oxford University Press, New York 2007, S. 257–270.
- Meditative Versenkung: Veranlagung, Training, physiologische Mechanismen. In: W. Belschner, H. Piron, H. Walach (Hrsg.): Bewusstseinstransformation als individuelles und gesellschaftliches Ziel. Ansätze in Meditation, Psychotherapie und empirischer Forschung (= Psychologie des Bewusstseins. Band 1). LIT Verlag, Münster 2005, S. 53–72.
- Meditation. In: D. Vaitl, F. Petermann (Hrsg.): Entspannungsverfahren. Das Praxishandbuch. Beltz, Weinheim 2004, S. 177–188.
- Merkmale der 40-Hz-Aktivität im EEG während Ruhe, Kopfrechnen und Meditation. (= Schriften zur Meditation und Meditationsforschung. Band 3). Peter Lang, Frankfurt am Main, Berlin/ Bern/ Bruxelles/ New York/ Oxford/ Wien 2000, ISBN 3-631-36956-5. (zugleich Dissertation Univ. Frankfurt am Main 2000)